# Drimys
Drimys är ett släkte av tvåhjärtbladiga växter. Drimys ingår i familjen Winteraceae.

## Dottertaxa tillDrimys, i alfabetisk ordning[1]
- Drimys acutifolia
- Drimys andina
- Drimys angiensis
- Drimys angustifolia
- Drimys arfakensis
- Drimys aromatica
- Drimys beccariana
- Drimys brasiliensis
- Drimys brassii
- Drimys buxifolia
- Drimys confertiflora
- Drimys coriacea
- Drimys cyclopum
- Drimys densifolia
- Drimys dictyophlebia
- Drimys dipetala
- Drimys elongata
- Drimys fistulosa
- Drimys glaucifolia
- Drimys granadensis
- Drimys grandiflora
- Drimys hatamensis
- Drimys lamii
- Drimys ledermannii
- Drimys macrantha
- Drimys membranea
- Drimys microphylla
- Drimys monogyna
- Drimys montis-wilhelmi
- Drimys myrtoides
- Drimys novoguineensis
- Drimys oblongifolia
- Drimys obovata
- Drimys oligandra
- Drimys pachyphylla
- Drimys parviflora
- Drimys piperita
- Drimys pittosporoides
- Drimys purpurascens
- Drimys reducta
- Drimys reticulata
- Drimys roraimensis
- Drimys rosea
- Drimys rubiginosa
- Drimys vaccinioides
- Drimys versteegii
- Drimys verticillata
- Drimys winteri
- Drimys xerophila